# Kakuda
Kakuda (jap. 角田市, -shi) ist eine Stadt in der Präfektur Miyagi auf Honshū, der Hauptinsel von Japan. 

## Geographie
Kakuda liegt südlich von Sendai und nördlich von Fukushima.
Der Fluss Abukuma durchfließt die Stadt.

## Verkehr
- Zug:
  - Abukuma-Kyūkō
- Straße:
  - Nationalstraße 113,349

## Söhne und Töchter der Stadt
- Shin’ichi Itō (* 1966), Motorradrennfahrer

## Angrenzende Städte und Gemeinden
- Shiroishi

## Städtepartnerschaften
- Ishikawa, Japan, seit 1978
- Kuriyama, Japan, seit 1978
- Greenfield, Vereinigte Staaten, seit 1990

## Weblinks

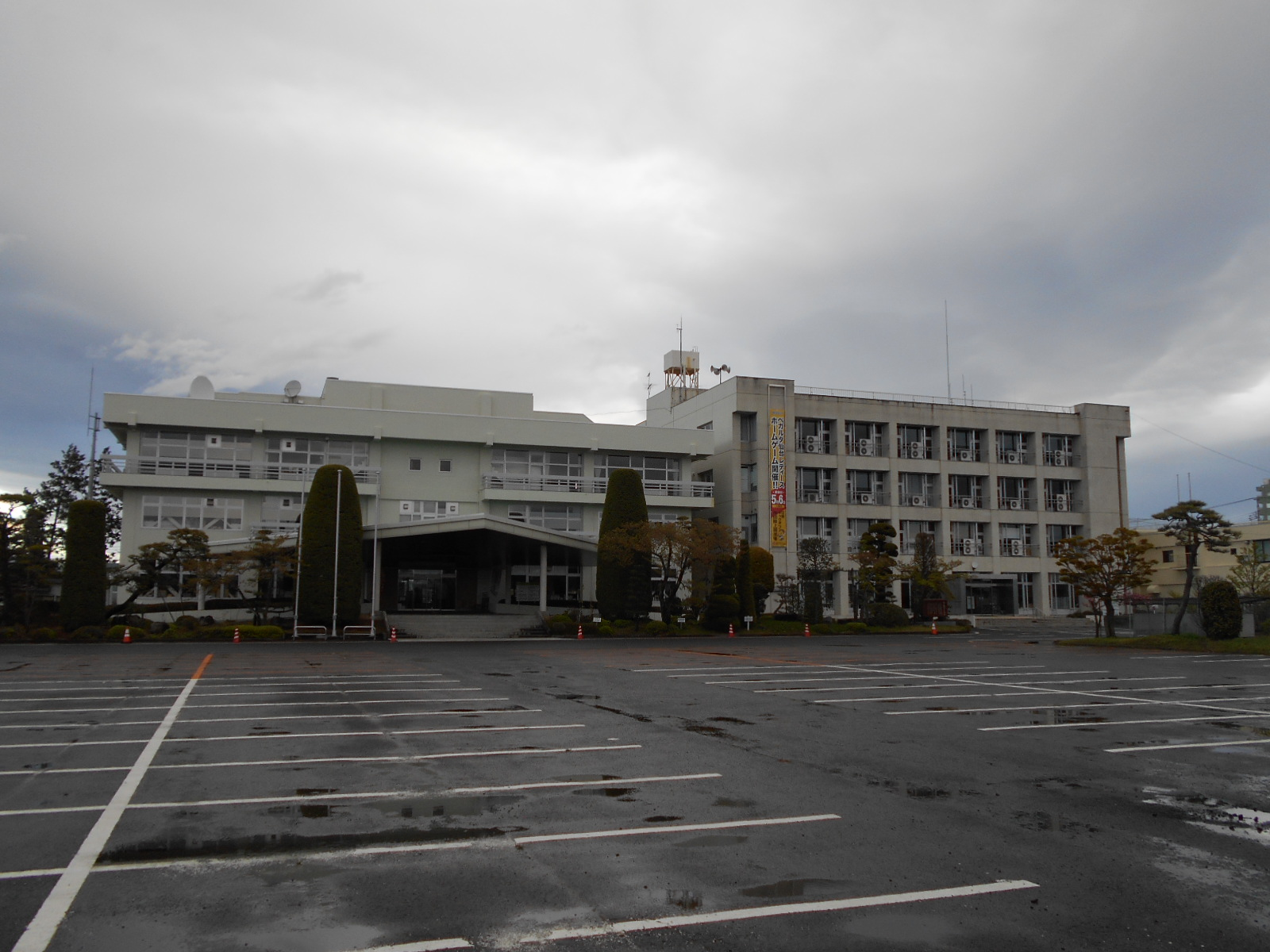
Rathaus der Präfektur Miyagi, Kakuda